# Joseph Pérès
Joseph Pérès   (Clarmont d'Alvèrnia, 31 d'octubre de 1890 - París, 12 de febrer de 1962) va ser un matemàtic francès.

## Vida i Obra
Tot i haver nascut a Clermont-Ferrand, Pérès va fer els estudis secundaris entre Grenoble i Caen on el seu pare va ser professor de filosofia en les seus lycées. Va ingressar a l'École Normale Supérieure el 1908 i es va graduar en matemàtiques el 1911. A continuació va obtenir una beca per estudiar a Roma amb Vito Volterra. El 1915 va defensar la seva tesi doctoral a la universitat de París basada en les teories analítiques de Volterra, de les quals va ser un gran difusor a França.
Després d'haver sigut professor de lycée a Montpeller i de breus estances com a professor a les universitats de Tolosa i d'Estrasburg, el 1922 va ser nomenat professor de la universitat de Marsella on va començar a desenvolupar el seu interès per la mecànica, començant per estudiar analíticament, per exemple, el resultat de l'impacte de dos sòlids de contorns arbitraris (1924). El 1930, amb el seu jove deixeble Lucien Malavard, va crear un Institut de Mecànica de Fluids.
El 1932 va ser cridat a la universitat de París, per crear els estudis sobre mecànica de fluids. Durant els trenta anys següents va donar un fort impuls a aquests estudis i va crear una escola de deixebles que van destacar en l'anàlisi de la teoria de les ales.
En els darrers anys de la seva vida es va interessar pels aspectes històrics de les matemàtiques i de la mecànica, en particular. A partir de 1954 i fins a la seva mort quasi repentina arrel d'una intervenció quirúrgica poc important, va ser degà de la Facultat de Ciències, liderant una forta expansió de la mateixa.